# Kettle River

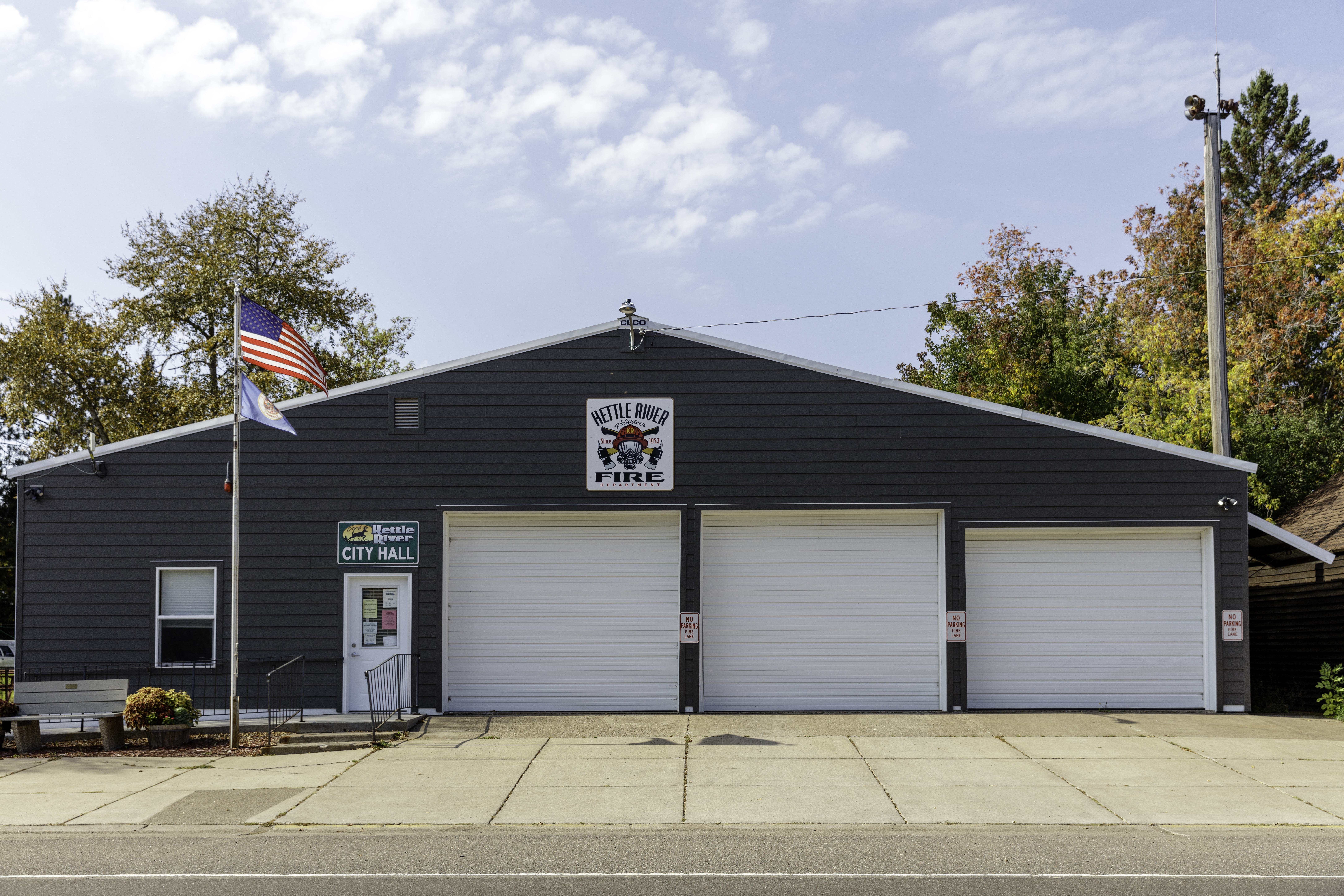
Hôtel de ville et service d'incendie de Kettle River

La ville de Kettle River est située dans le comté de Carlton, dans l’État du Minnesota, aux États-Unis. Sa population s’élevait à 180 habitants lors du recensement de 2010, estimée à 175 habitants en 2017.

## Histoire
Kettle River a été incorporée en tant que city en 1921.

## Source
- (en) Cet article est partiellement ou en totalité issu de l’article de Wikipédia en anglais intitulé « Kettle River, Minnesota » (voir la liste des auteurs).

1. ↑  (en) « Population and Housing Unit Estimates » (consulté le 24 mars 2018)
2. ↑  (en) « Census of Population and Housing », Census.gov (consulté le 4 juin 2015)